# Das Virtudes e Vícios
Das virtudes e vícios (De Virtutibus et Vitiis Libellus, em latim; Περι αρετων και κακιων, em grego clássico) é o mais breve dos quatro tratados de ética atribuídos a Aristóteles. A obra, atualmente, é considera espúria por acadêmicos e suas verdadeiras origens são incertas, ainda que provavelmente fora criada por um membro da escola peripatética. 